# Blanca Fernández Ochoa
Pour les articles homonymes, voir Ochoa.
Blanca Fernández Ochoa, née le 22 avril 1963 à Madrid et retrouvée sans vie le 4 septembre 2019 sur les versants de la montagne de La Peñota, est une skieuse alpine espagnole.

## Biographie
Blanca Fernández Ochoa est la sœur du skieur alpin Francisco Fernández Ochoa, champion olympique de slalom en 1972 et décédé en 2006.
Elle est porte-drapeau de la délégation espagnole aux Jeux olympiques d'hiver de 1984 ainsi qu'aux Jeux olympiques d'hiver de 1992.
Le 31 août 2019, la police espagnole annonce qu'elle est portée disparue depuis le 23 août précédent. Son corps est retrouvé sans vie le 4 septembre sur les versants de la montagne de La Peñota, dans le centre de l’Espagne.

## Palmarès

### Jeux olympiques
| Édition / Épreuve   | Slalom géant | Slalom |
| ------------------- | ------------ | ------ |
| JO 1984 Sarajevo    | 6e           | -      |
| JO 1988 Calgary     | -            | 5e     |
| JO 1992 Albertville | 12e          | Bronze |

### Championnats du monde
| Édition / Épreuve                        | Super-G | Slalom géant | Slalom |
| ---------------------------------------- | ------- | ------------ | ------ |
| Championnats du monde 1985 Bormio        | -       | 9e           | 14e    |
| Championnats du monde 1987 Crans-Montana | 10e     | 5e           | 5e     |
| Championnats du monde 1989 Vail          | -       | 7e           | 4e     |

### Coupe du monde
- Meilleur résultat au classement général : 4e en 1988
  - 4 victoires : 1 géant et 3 slaloms

| Saison/Classement | Général | Général | Super-G | Super-G | Géant  | Géant  | Slalom | Slalom | Combiné | Combiné |
| Saison/Classement | Class.  | Points  | Class.  | Points  | Class. | Points | Class. | Points | Class.  | Points  |
| ----------------- | ------- | ------- | ------- | ------- | ------ | ------ | ------ | ------ | ------- | ------- |
| 1981-1982         | 55e     | 11      | -       | -       | 28e    | 11     | -      | -      | -       | -       |
| 1982-1983         | 51e     | 15      | -       | -       | 26e    | 9      | 27e    | 6      | -       | -       |
| 1983-1984         | 36e     | 33      | -       | -       | 19e    | 22     | 27e    | 11     | -       | -       |
| 1984-1985         | 10e     | 108     | -       | -       | 7e     | 63     | 16e    | 33     | 8e      | 18      |
| 1985-1986         | 31e     | 51      | 31e     | 2       | 10e    | 37     | -      | -      | 19e     | 12      |
| 1986-1987         | 8e      | 121     | 9e      | 31      | 3e     | 78     | 18e    | 24     | -       | -       |
| 1987-1988         | 4e      | 190     | 3e      | 40      | 5e     | 66     | 4e     | 73     | 9e      | 11      |
| 1988-1989         | 18e     | 61      | 26e     | 4       | 19e    | 17     | 8e     | 40     | -       | -       |
| 1990-1991         | 10e     | 88      | -       | -       | 17e    | 12     | 3e     | 76     | -       | -       |
| 1991-1992         | 7e      | 657     | 53e     | 6       | 8e     | 238    | 3e     | 413    | -       | -       |

| Saison / Épreuve | Slalom géant | Slalom             | Total |
| ---------------- | ------------ | ------------------ | ----- |
| 1984-1985        | Vail         | -                  | 1     |
| 1987-1988        | -            | Sestrières         | 1     |
| 1990-1991        | -            | Morzine            | 1     |
| 1991-1992        | -            | Lech am Arlberg II | 1     |
| Total            | 1            | 3                  | 4     |